# دولت أباد (جلغة)
دولت أباد (بالفارسية: دولت‌آباد) هي قرية تقع في إيران في قسم جلغة الريفي. يقدر عدد سكانها بـ 216 نسمة .